# Pékinois (chien)
Pour les articles homonymes, voir Pékinois.

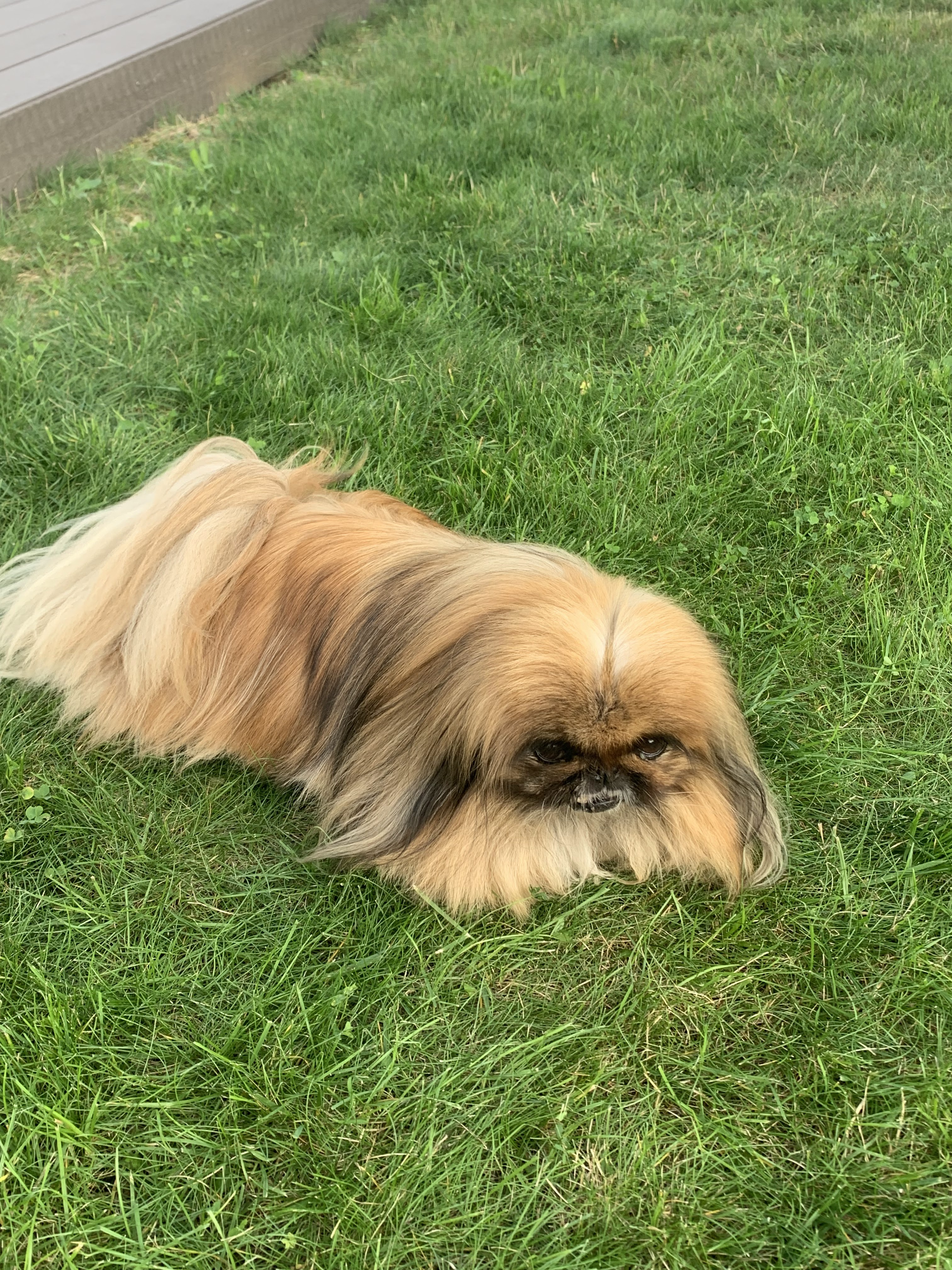
Chien pékinois au pelage sable, roux et noir.

Le pékinois est un petit chien de compagnie originaire de Chine.

## Histoire
Le pékinois était le chien de compagnie préféré de la cour impériale chinoise à la Cité interdite, particulièrement sous la dynastie Tsing entre 1644 et 1912. Il est souvent représenté dans les œuvres d'art de l'époque.[réf. souhaitée]

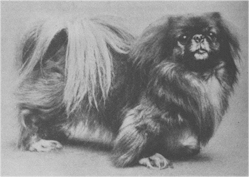
Croquis d'un pékinois en 1904.

Les Chinois semblent avoir sélectionné ce chien pour lui donner la même apparence que les statues de lion. La commercialisation de la race est interdite hors des frontières de Chine, mais des officiers britanniques l'amènent en Europe au XIXe siècle, en exportant deux couples.
Une rumeur circule selon laquelle un spécimen de pékinois aurait été offert à la reine Victoria qui l'a baptisé Looty, mais il s'agit d'une fausse histoire racontée dans un magazine de la Singapore Airlines. Le pékinois est présenté pour la première fois à une exposition en 1864 et il est inscrit au Kennel Club britannique en 1898. C'est à la fin du XIXe siècle qu'il se répand sur le continent, notamment en France et dans l'Empire allemand.[réf. souhaitée]

## Description
Poil long et droit avec une crinière abondante formant une collerette ; le poil de couverture est rude et le sous-poil épais et plus doux. Toutes les couleurs et marques sont admises et d’égale valeur, sauf l’albinos et la couleur marron (foie). Chez les chiens pluricolores, les taches sont également réparties.

### Caractère
Très docile, il est réputé intelligent. Il s'accommode d'une vie à l'intérieur avec son maître dans une maison ou même en appartement[réf. nécessaire].

## Dans la culture
Dans Le Lion de Némée (1939), nouvelle policière d'Agatha Christie parue dans le recueil Les Travaux d'Hercule, Hercule Poirot enquête sur une série d'enlèvements de pékinois dans Londres.